# Pentax K-S1
Pentax K-S1 — цифровой зеркальный фотоаппарат марки «Пентакс», предназначенный для начинающих фотографов и фотографов-любителей. Обладает 20-мегапиксельной КМОП-матрицей, новой для фотоаппаратов марки. Отличается очень компактным корпусом со светодиодной подсветкой и оснащён технологией сглаживания муара посредством сдвига матрицы, ранее применённой в модели K-3. Видоискатель со 100-процентным охватом кадра, сменный фокусировочный экран и минимальная выдержка в 1/6000 секунды выделяют эту модель на фоне других любительских фотоаппаратов.
Модель представлена 27 августа 2014 года в двенадцати цветовых вариантах. Поступление в продажу состоялось в середине сентября 2014 года.